# Future Days
Albums de Can
Ege Bamyasi
(1972) Soon Over Babaluma
(1974)
Future Days est un album du groupe de krautrock allemand Can paru en 1973. Celui-ci fut le dernier enregistré avec la présence de Damo Suzuki au chant. Le disque se caractérise par un son particulièrement apaisé et annonce la prochaine orientation du groupe vers les sonorités électroniques et le reggae.

## Liste des titres
Toutes les chansons sont écrites et composées par Holger Czukay, Michael Karoli, Jaki Liebezeit, Irmin Schmidt et Damo Suzuki.
| 1. | Future Days | 9:30 |
| 2. | Spray       | 8:29 |
| 3. | Moonshake   | 3:04 |

| 1. | Bel Air | 19:53 |